# Tillabéri (region)
Tillabéri – region w zachodnim Nigrze. Stanowi jeden z 7 regionów państwa. W 2011 roku zamieszkiwany był przez 2 572 125 mieszkańców.

## Położenie
Region Tillabéri graniczy:
- na wschodzie z Burkiną Faso
- na północy z Mali
- na zachodzie z regionem Tahoua
- na południu z regionem Zinder i Beninem
- ze stolicą Nigru Niamey, która nie znajduje się w żadnym regionie

## Podział administracyjny
Region składa się z 6 departamentów:
|    | Nazwa departamentu | Ośrodek adm. | Powierzchnia (km²) | Liczba mieszkańców (2011) |
| -- | ------------------ | ------------ | ------------------ | ------------------------- |
| 1. | Filingué           | Filingué     | 26 217             | 553 127                   |
| 2. | Kollo              | Kollo        | 10 002             | 443 371                   |
| 3. | Ouallam            | Ouallam      | 22 093             | 383 632                   |
| 4. | Say                | Say          | 14 430             | 316 439                   |
| 5. | Téra               | Téra         | 15 794             | 579 658                   |
| 6. | Tillabéri          | Tillabéri    | 8 715              | 295 898                   |